# Pontacq
Pontacq é uma comuna francesa na região administrativa da Nova Aquitânia, no departamento dos Pirenéus Atlânticos. Estende-se por uma área de 28,85 km². Em 2010 a comuna tinha 2 987 habitantes (densidade: 103,5 hab./km²).